# 卡洛塔·佐夫科娃
卡洛塔·佐夫科娃·科斯塔·德圣吉尼斯·德博雷加德（義大利語：Carlotta Zofkova Costa de Saint-Genix de Beauregard，1993年2月22日—），原名卡洛塔·佐夫科娃（義大利語：Carlotta Zofkova），生于拉韦纳省卢戈，是一名意大利女子游泳运动员。卡洛塔的母亲拥有捷克血统，她在童年时从未见过父亲。她的兄弟Stefano是一名水球选手，她也正是受Stefano的影响开始练习游泳。2015年，她在Stefano的帮助下，通过互联网找到她的父亲让·科斯塔·德圣吉尼斯·德博雷加德（Jean Costa de Saint Genix de Beauregard），并成功与他见面，她的姓名也在后来改为现名。